# ورنس له گرند
ورنس له گرند (به فرانسوی: Varennes-le-Grand) یک کمون در فرانسه است که در بورگوین واقع شده‌است.

## خصوصیات
ورنس له گرند ۱۹٫۰۸ کیلومترمربع مساحت و ۲٬۲۹۷ نفر جمعیت دارد و ۱۹۰ متر بالاتر از سطح دریا واقع شده‌است.